# Prueba de la mediana
La prueba de la mediana es una prueba no paramétrica que podemos considerar un caso especial de la prueba de chi-cuadrado, pues se basa en esta última. Su objetivo es comparar las medianas de dos muestras y determinar si pertenecen a la misma población o no.
Para ello, se calcula la mediana de todos los datos conjuntamente. Después, se divide cada muestra en dos subgrupos: uno para aquellos datos que se sitúen por encima de la mediana y otro para los que se sitúen por debajo. La prueba de chi-cuadrado determinará si las frecuencias observadas en cada grupo difieren de las esperadas con respecto a una distribución de frecuencias que combine ambas muestras.
Esta prueba está especialmente indicada cuando los datos sean extremos o estén sesgados.
- Datos: Q1817650